# あまうい白一
あまうい 白一（あまうい しろいち）は、日本のライトノベル作家。漫画原作者。千葉県出身。

## 経歴・人物
2012年、甘宇井百名義で投稿した「魔王が多すぎる世の中に告げる!」で、オーバーラップ文庫キックオフ賞特別賞を受賞し、同作を『魔王が多すぎる世の中に告げる』へと改題、筆名も現在と同じ読みの甘宇井白一に改名し、2014年1月に小説家デビューした。また2014年ごろから、現在表記の名義でweb上の小説投稿サイト「小説家になろう」で活動を開始し、いくつかの作品が商業小説化されることになった。2017年には、「生産職を極め過ぎたら伝説の武器が俺の嫁になりました」が第2回カクヨムWeb小説コンテスト異世界ファンタジー部門特別賞を受賞している。

## 作品リスト

### 甘宇井白一名義
- 魔王が多すぎる世の中に告げる （オーバーラップ文庫、イラスト：牧乃、2014年、全2巻）
  1. 2014年1月23日 ISBN 978-4-906866-59-5
  2. 2014年6月23日 ISBN 978-4-906866-85-4

### コミカライズ作品
- 俺の家が魔力スポットだった件 〜住んでいるだけで世界最強〜 
  - 小説版：（『ダッシュエックス文庫』集英社、イラスト：鍋島テツヒロ、既刊6巻）
    1. 2016年6月24日発売、ISBN 978-4-08-631123-6
    2. 2016年8月25日発売、ISBN 978-4-08-631137-3
    3. 2016年10月25日発売、ISBN 978-4-08-631150-2
    4. 2017年1月25日発売、ISBN 978-4-08-631170-0
    5. 2017年5月25日発売、ISBN 978-4-08-631184-7
    6. 2018年9月21日発売、ISBN 978-4-08-631266-0

  - 漫画版：（『ニコニコ静画/水曜日はまったりダッシュエックスコミック』連載、キャラクター原案：鍋島テツヒロ、漫画：chippi、コンテ：おおみね、『ヤングジャンプコミックス』集英社、既刊14巻）
    1. 2018年9月19日発売[3]、ISBN 978-4-08-891111-3
    2. 2018年12月19日発売[4]、ISBN 978-4-08-891163-2
    3. 2019年4月19日発売[5]、ISBN 978-4-08-891236-3
    4. 2019年8月19日発売[6]、ISBN 978-4-08-891350-6
    5. 2019年12月19発売[7]、ISBN 978-4-08-891442-8
    6. 2020年4月17日発売[8]、ISBN 978-4-08-891535-7
    7. 2020年8月19日発売[9]、ISBN 978-4-08-891679-8
    8. 2021年1月19日発売[10]、ISBN 978-4-08-891803-7
    9. 2021年5月19日発売[11]、ISBN 978-4-08-891892-1
    10. 2021年8月18日発売[12]、ISBN 978-4-08-892088-7
    11. 2021年12月17日発売[13]、ISBN 978-4-08-892185-3
    12. 2022年4月19日発売[14]、ISBN 978-4-08-892288-1
    13. 2022年9月16日発売[15]、ISBN 978-4-08-892455-7
    14. 2023年1月19日発売[16]、ISBN 978-4-08-892589-9

- 自称!平凡魔族の英雄ライフ 〜B級魔族なのにチートダンジョンを作ってしまった結果〜
  - 小説版：（『Kラノベブックス』講談社、イラスト：卵の黄身、既刊4巻）
    1. 2017年6月1日発売、ISBN 978-4-06-365023-5
    2. 2017年9月28日発売、ISBN 978-4-06-365042-6
    3. 2018年3月2日発売、ISBN 978-4-06-365051-8
    4. 2018年10月2日発売、ISBN 978-4-06-513378-1

  - 漫画版：(『 ニコニコ静画/水曜日のシリウス』連載、キャラクター原案:卵の黄身、漫画:こねこねこ、『シリウスKC』講談社、既刊7巻）
    1. 2018年10月9日発売、ISBN 978-4-06-513432-0
    2. 2019年3月8日発売、ISBN 978-4-06-514787-0
    3. 2019年9月9日発売、ISBN 978-4-06-517065-6
    4. 2020年3月9日発売、ISBN 978-4-06-518798-2
    5. 2020年9月9日発売、ISBN 978-4-06-520660-7
    6. 2021年2月9日発売、ISBN 978-4-06-522486-1
    7. 2021年9月9日発売、ISBN 978-4-06-524798-3

- 最強職《竜騎士》から初級職《運び屋》になったのに、なぜか勇者達から頼られてます

- 100人の英雄を育てた最強預言者は、冒険者になっても世界中の弟子から慕われてます
  - 小説版（『ガガガブックス』小学館、イラスト：天野英、既刊3巻）
    1. 2019年6月18日発売、ISBN 978-4-09-461122-9
    2. 2019年11月19日発売、ISBN 978-4-09-461132-8
    3. 2020年11月18日発売、ISBN 978-4-09-461145-8

  - 漫画版：「＠comic」（『MangaONE』連載、キャラクター原案：天野英、漫画:響眞、『裏少年サンデーコミックス』小学館、全6巻）
    1. 2019年11月19日発売、ISBN 978-4-09-129481-4
    2. 2020年3月19日発売、ISBN 978-4-09-850045-1
    3. 2020年7月17日発売、ISBN 978-4-09-850203-5
    4. 2021年1月12日発売、ISBN 978-4-09-850431-2
    5. 2021年6月17日発売、ISBN 978-4-09-850601-9
    6. 2021年12月17日発売、ISBN 978-4-09-850839-6

  - 漫画版：「世界を救った英雄を育てた最強預言者は、冒険者になっても世界中の弟子から慕われてます」（『やわらかスピリッツ』連載、キャラクター原案：天野英、漫画：安住たかひろ、『ビッグコミックス』小学館）

- 生産職を極め過ぎたら伝説の武器が俺の嫁になりました
  - 小説版（『ファミ通文庫』KADOKAWA、イラスト：うなさか）
    1. 2017年12月29日発売、ISBN 978-4-04-734920-9

  - 漫画版：（『ニコニコ静画/水曜日はまったりダッシュエックスコミック』連載、キャラクター原案：うなさか、漫画：神武ひろよし、『ヤングジャンプコミックス』集英社、全6巻）
    1. 2020年10月16日発売[17]、ISBN 978-4-08-891552-4
    2. 2021年2月19日発売[18]、ISBN 978-4-08-891839-6
    3. 2021年8月18日発売[19]、ISBN 978-4-08-892015-3
    4. 2022年2月18日発売[20]、ISBN 978-4-08-892204-1
    5. 2022年8月19日発売[21]、ISBN 978-4-08-892419-9
    6. 2023年2月17日発売[22]、ISBN 978-4-08-892618-6

### その他商業化作品
小説
- 俺は料理と家事で魔王を骨抜きにする〜拉致から始まる主夫無双〜（『アース・スターノベル』アース・スター エンターテイメント、イラスト：U35）

1. 2015年9月15日発売 ISBN 978-4-8030-0787-9

- ログインボーナスでスキルアップ 〜寝て起きて成り上がる〜（『GAノベル』SBクリエイティブ 、イラスト：村上ゆいち、既刊3巻)

1. 2016年8月9日発売 ISBN 978-4-7973-8857-2
2. 2016年11月12日発売 ISBN 978-4-7973-8925-8
3. 2017年2月14日発売 ISBN 978-4-7973-9094-0

- ドッペル転生 鑑定&コピー能力で目立たず着々と最強に（『レッドライジングブックス』泰文堂、イラスト：カット）

1. 2017年8月18日発売 ISBN 978-4-8030-1093-0

漫画原作
- 叛逆の血戦術士〜世界唯一の吸血鬼殺し、最強の戦士になりつつ自由に生きる〜（『MangaONE』連載、作画：島崎勇輝、『裏少年サンデーコミックス』小学館、既刊3巻）

1. 2021年9月9日発売 ISBN 978-4-09-850697-2
2. 2022年1月12発売 ISBN 978-4-09-850852-5
3. 2022年5月12日発売 ISBN 978-4-09-851102-0

- 強すぎて勇者パーティーを卒業した最強剣士、魔法学園でも愛される（『やわらかスピリッツ』連載、漫画：生倉大福、『ビッグコミックス』小学館）

1. 2022年8月12日発売 ISBN 978-4-09-861437-0

- 昔滅びた魔王城で拾った犬は、実は伝説の魔獣でした 〜隠れ最強職《羊飼い》な貴族の三男坊、いずれ、百魔獣の王となる〜（『Kラノベブックス』講談社、イラスト：鍋島テツヒロ）

1. 2025年1月31日発売 ISBN 978-4-06-538570-8